# Хейнси, Роберт
Роберт Хейнси (англ. Robert Hainsey; 12 августа 1998, Питтсбург, Пенсильвания) — профессиональный американский футболист, линейный нападения клуба НФЛ «Тампа-Бэй Бакканирс». На студенческом уровне играл за команду университета Нотр-Дам. На драфте НФЛ 2021 года был выбран в третьем раунде.

## Биография
Роберт Хейнси родился 12 августа 1998 года в Питтсбурге. Окончил частную Академию IMG в Брейдентоне, специализирующуюся на подготовке спортсменов. В 2016 году участвовал в матче всех звёзд школьного футбола, организуемого компанией Under Armour. На момент выпуска занимал первое место среди гардов по версии ESPN. В январе 2017 года Хейнси поступил в университет Нотр-Дам.

### Любительская карьера
Выступления за студенческую команду Хейнси начал в сезоне 2017 года. Он сыграл в тринадцати матчах, один из них в стартовом составе на позиции правого тэкла. В 2018 году он стал игроком основного состава и принял участие в тринадцати играх. В сезоне 2019 года Хейнси из-за травмы смог сыграть всего восемь матчей. На поле он провёл 423 розыгрыша нападения, не пропустив ни одного сэка. По итогам турнира его признали лучшим линейным нападения команды.
В сокращённом из-за пандемии COVID-19 сезоне 2020 года Хейнси был одним из капитанов команды. Он провёл двенадцать матчей, в том числе сыграл в финале конференции ACC и полуфинале плей-офф NCAA. По итогам года он претендовал на ряд индивидуальных наград, вошёл во вторую сборную звёзд конференции по версии Associated Press. В начале 2021 года его пригласили на матч всех звёзд выпускников колледжей.

### Профессиональная карьера
Аналитик издания Bleacher Report Брэндон Торн перед драфтом НФЛ 2021 года прогнозировал Хейнси выбор в третьем раунде. В рейтинге внутренних линейных нападения игрок занимал десятое место. К плюсам Хейнси Торн относил эффективную работу ног и рук, чувство времени, умение занять верную позицию, понимание игры, контроль блоков и быстроту. Среди недостатков назывались уязвимость для атак под некоторыми углами, небольшой радиус действий и плохую способность удерживать позицию при длительном контакте с соперником.
На драфте Хейнси был выбран «Бакканирс» в третьем раунде под общим 95-м номером. В июле 2021 года он подписал с клубом четырёхлетний контракт. В своём дебютном сезоне он принял участие в девяти играх и провёл 31 розыгрыш нападения, выходя на поле на позиции центра в связке с запасным квотербеком Блейном Габбертом. В последующее межсезонье Хейнси индивидуально тренировался под руководством Аллана Шипли, игравшего центром в течение двенадцати сезонов. Летом 2022 года его рассматривали как кандидата на место стартового левого гарда вместо завершившего карьеру Али Марпета. Затем травму получил стартовый центр «Бакканирс» Райан Дженсен, и Хейнси вошёл в число возможных вариантов для его замены.